# МДК-2
МДК-2 — радянська гусенична інженерна машина для риття котлованів, окопів та укриттів. Створена на базі артилерійського важкого тягача АТ-Т. Має навісний роторний екскаватор поперечного копання.
Випускалася на Харківському заводі транспортного машинобудування ім. В. О. Малишева.

## Призначення
МДК-2 призначена для риття окопів і укриттів для техніки, котлованів під фортифікаційні споруди (бліндажі, притулки, вогневі споруди).
Розміри котлованів: ширина по дну 3,5 м, глибина до 3,5 м, довжина по потребі.
Класи ґрунтів, що розробляються I—IV.

## Історія виробництва
З переходом виробництва у 1946 році на танк Т-54 конструктори харківського КБ ім. О. О. Морозова під керівництвом М. Н. Щукіна і А. В. Автомонова приступили до розробки тягача вир.401 на базі цього танка. Роботи ці велися за завданням ГАУ і ЦАВТУ. Тягач успішно пройшов випробування, і в 1953 році вийшли перші серійні зразки АТ-Т (артилерійський тягач важкий). АТ-Т випускався з 1950 по 1979 рр. харківським заводом ім. Малишева.

## Робота машини
При ритті котлованів ґрунт, що розробляється, викидається праворуч від котловану у вигляді бруствера. Досить велика висота кидання ґрунту призводить до того, що розроблений і викинутий ґрунт вже щільний. При необхідності влаштування бруствера з обох сторін через два-три проходи необхідно змінити напрямок риття.
За один прохід машина знімає шар ґрунту 30-40 см. Початок і кінець котловану являють собою пологі апарелі з ухилом 15 градусів. Створення апарелей досягається тим, що з початком роботи механік-водій поступово опускає робочий орган, а в кінці котловану поступово піднімає його. Для другого і наступних проходів цього вже робити не потрібно, оскільки сама машина змінює свій кут ухилу.
Бульдозерне обладнання дозволяє використовувати машину для засипки котлованів, влаштування пологих спусків.
Допустимий бічний ухил при роботі до 15 градусів, кут підйому/спуску при роботі до 28 градусів.
Базова машина — важкий артилерійський тягач АТ-Т (Виріб 405МУ): Маса машини (без екіпажу і майна) — 27,3 т.
Габаритні розміри:
 — в транспортному положенні
довжина ………… 8 м.
ширина ………… 3.4 м.
висота ………. 3.95
 — в робочому положенні
довжина …………. 10.5 м.
ширина …………. 3.4 м.
висота ….. 3.4 м.
Кліренс ………….. 38-41.5 см.
Залізничний габарит …… 1 — Т: Питомий тиск на ґрунт …… 0.72 кг/кв. см.
Мінімальний радіус повороту. … 2.64 м.
Максимальний кут підйому. …. 28 градусів: Максимальний кут крену ……… 15 градусів: Максимальна глибина броду ……. 1.2 м.
Запас ходу по паливу ……. 500 км або 10 годин роботи: Максимальна швидкість руху …….. 36 км/год: Середня швидкість руху по ґрунтових дорогах … 20-25 км/год: Продуктивність …….. 300—400 куб. м/год: Категорії ґрунтів, що розробляються ….. I—IV: Екіпаж …………………….. 2 чол.
Місткість кабіни ……….. 4 чол.
Двигун ………………. дизельний V-подібний А-401
Потужність двигуна ……… 305,23 квт. (415 к. с.)

При ритті котлованів ґрунт, що розробляється, відкидається в одну сторону праворуч від котловану у вигляді бруствера. При необхідності влаштування бруствера з обох сторін через два-три проходи необхідно змінити напрямок риття. За один прохід поглиблення становить 30-40 см. Початок і кінець котловану являють собою пологі апарелі з ухилом 15 градусів.
Бульдозерне обладнання дозволяє використовувати машину для засипання котлованів, влаштуванні пологих спусків.
Допустимий бічний ухил при роботі до 15 градусів, кут підйому/спуску при роботі до 28 градусів.
Робочий орган є п'ятилопатевим роторним екскаватором, який, обертаючись, ріже ґрунт і відкидає його назад. Позаду ротора знаходиться метальник. Його лопаті підхоплюють ґрунт і з силою кидають його вгору вправо. Викинутий ґрунт настільки щільний, неначе стоїш, як на твердій землі.
Кабіна герметизована, забезпечена фільтро — вентиляційною установкою, завдяки чому, машина може працювати на місцевості, зараженій отруйними і радіоактивними речовинами, екіпаж (2 чол.) у кабіні може знаходиться без засобів захисту.
Час на підготовку машини до роботи 5-7 хв. Має місце для установки радіостанції Р-113 (танкова) але нею не комплектується. Оснащена радіометром-ретнгенометром ДП-3Б, комплектом ПНВ-57Т (прилад нічного бачення).

## Загальна оцінка машини
|  | Машина міцна, надійна, безвідмовна. В армії не було до появи машини МДК-3 (втім у війська їх встигли поставити дуже мало, почалася горбачовська "перебудова") більш продуктивної землерийної машини. Для порівняння — екскаватор має продуктивність 40 куб. м на годину. Окоп для танка машина відриває за 10 хвилин, причому доопрацювання вручну не потрібно. Кабіна простора, тепла (двигун під підлогою кабіни). Вєрємєєв Ю.Г. МДК-2 нотатки на полях |